# Karl Allmendinger (Offizier)

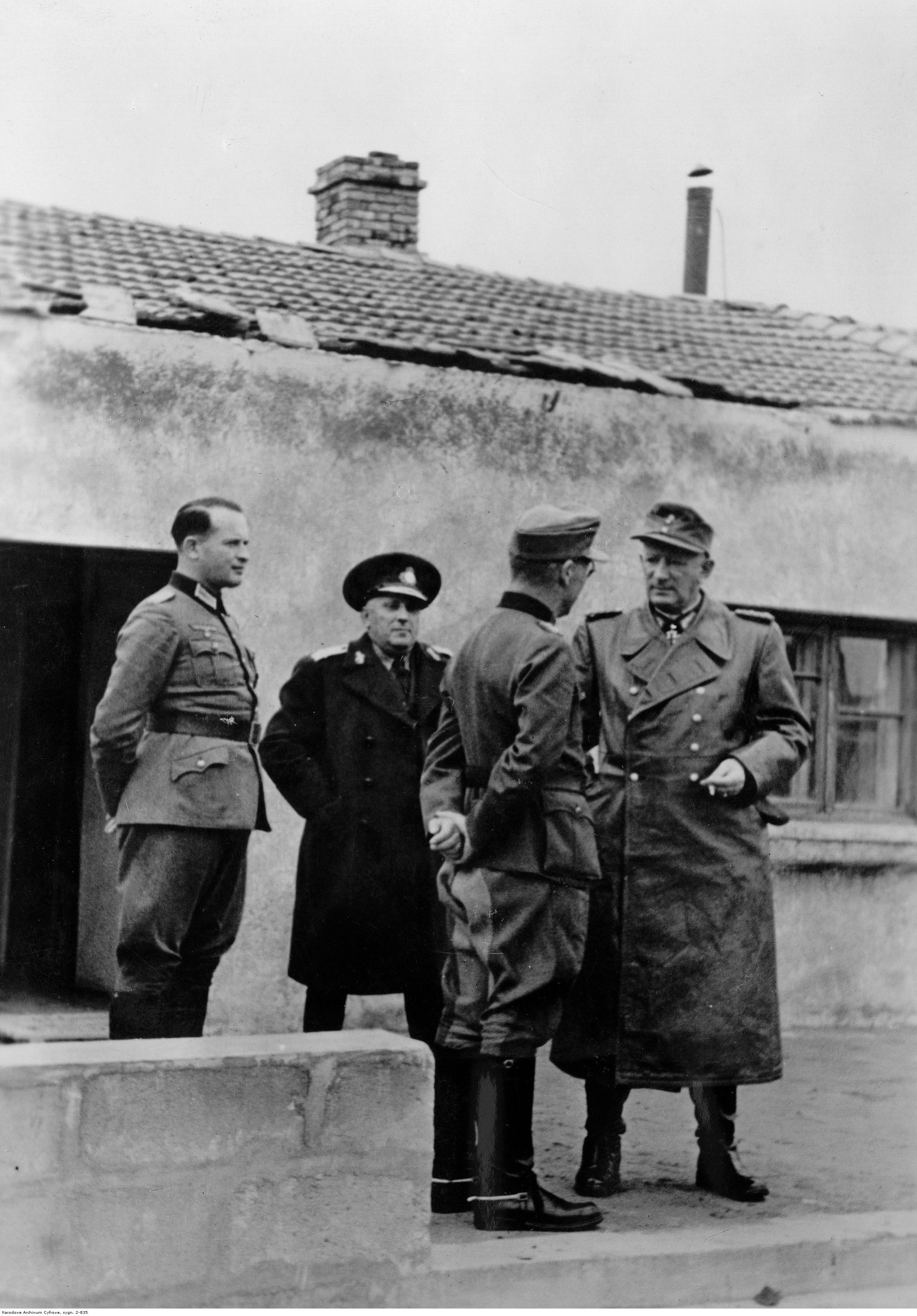
Allmendinger mit Erwin Jaenecke und Corneliu Teodorini auf der Halbinsel Kertsch, Januar 1944

Karl Allmendinger (* 3. Februar 1891 in Abtsgmünd; † 2. Oktober 1965 in Ellwangen (Jagst)) war ein deutscher General der Infanterie und zeitweise Befehlshaber der 17. Armee im Zweiten Weltkrieg.

## Leben
Der Sohn des Schriftstellers Karl Allmendinger trat nach dem Abitur im Oktober 1910 als Fahnenjunker in das Füsilier-Regiment „Kaiser Franz Josef von Österreich, König von Ungarn“ (4. Württembergisches) Nr. 122 der Württembergischen Armee in Heilbronn ein und wurde am 22. April 1911 zum Fähnrich ernannt sowie am 29. Januar 1913 zum Leutnant befördert.
Nach Ausbruch des Ersten Weltkriegs kämpfte er zunächst als Zugführer in der 11. Kompanie seines Regiments an der Westfront und wurde mehrfach verwundet. Als Regimentsadjutant und Kompanieführer nahm er nach seiner Beförderung zum Oberleutnant am 18. April 1916 an den Kämpfen an der Ostfront teil, ehe sein Regiment Mitte 1917 wieder nach Frankreich verlegt wurde. Für seine Leistungen hatte man Allmendinger mit beiden Klassen des Eisernen Kreuzes, dem Ritterkreuz des Friedrichs-Ordens II. Klasse mit Schwertern sowie dem Verwundetenabzeichen in Schwarz ausgezeichnet. Außerdem hatte er im September 1915 das Österreichische Militärverdienstkreuz III. Klasse mit Kriegsdekoration und am 9. Dezember 1916 das Ritterkreuz des Militärverdienstordens erhalten.
Nach Kriegsende schloss er sich der „Freiwilligen-Abteilung Haas“, einem Freikorps im Auftrag des Volksstaates Württemberg an. Er wurde im Oktober 1919 in die Vorläufige Reichswehr übernommen, versah zunächst seinen Dienst im Reichswehr-Schützen-Regiment 26 und mit der Bildung der Reichswehr wurde Allmendinger in das 13. (Württembergisches) Infanterie-Regiment versetzt. Dort erfolgte am 1. Januar 1923 seine Beförderung zum Hauptmann. Im Oktober 1923 kam er dann in das 18. Reiter-Regiment, von wo man ihn zum Führergehilfenlehrgang beim Stab der 5. Division kommandierte. Ab 1. Oktober 1924 war Allmendinger für ein Jahr beim Stab des I. Bataillons im 13. (Württembergisches) Infanterie-Regiments und setzte anschließend seine Führergehilfenausbildung im Reichswehrministerium fort. Zum 1. Oktober 1926 erfolgte seine Versetzung als Referent in die Heeres-Statistische-Abteilung (T3) des Truppenamtes. Nach drei Jahren kehrte Allmendinger in den Truppendienst zurück und wurde Kompaniechef im 1. (Preußisches) Infanterie-Regiment. Nachdem er am 1. Februar 1932 mit RDA vom 1. Februar 1931 zum Major befördert worden war, kehrte Allmendinger wieder in das Reichswehrministerium zurück und wurde für knapp zwei Jahre in der Heeres-Ausbildungsabteilung (T4) verwendet. Am 1. Juli 1934 wurde er zum Oberstleutnant und am 1. August 1936 zum Oberst befördert. Im Oktober 1937 erfolgte seine Ernennung zum Kommandeur des Infanterie-Regiments 35 in Tübingen, bevor er im November 1938 in den Generalstab des Heeres nach Berlin abkommandiert wurde.

### Zweiter Weltkrieg
Zu Kriegsbeginn war er ab 6. Oktober 1939 zunächst Chef des Generalstabes des V. Armeekorps und in dieser Funktion am Westfeldzug beteiligt. Am 1. August 1940 erfolgte seine Beförderung zum Generalmajor und am 25. Oktober 1940 übernahm er das Kommando über die 5. Infanterie-Division. Dieses Kommando hatte er mit Unterbrechungen bis Januar 1943 inne und war mit diesem Verband am Unternehmen Barbarossa, dem Überfall auf die Sowjetunion beteiligt. Ende November 1941 wurde die Division aus Russland abgezogen, bis Januar 1942 in Frankreich neu aufgestellt und anschließend der 16. Armee der Heeresgruppe Nord zugeteilt. Mit der Division war Allmendinger an der Kesselschlacht von Demjansk beteiligt, wurde am 1. August 1942 zum Generalleutnant befördert und am 13. Dezember 1942 mit dem Eichenlaub zum Ritterkreuz des Eisernen Kreuzes (153. Verleihung) ausgezeichnet
Am 5. Januar 1943 wurde er für knapp sechs Monate zum Kommandeur der Divisionsführerlehrgänge in Berlin ernannt und zwischenzeitlich am 1. April 1943 zum General der Infanterie befördert. Ab 1. Juli 1943 wurde er zum Kommandierenden General des V. Armeekorps ernannt und mit diesem auf der Krim eingesetzt. Anfang Mai 1944 mit der Führung der 17. Armee beauftragt, räumte er mit seinen Truppen Sewastopol und führte die Einheiten über das Schwarze Meer nach Rumänien zurück. Am 25. Juli 1944 wurde Allmendinger von seinem Kommando abberufen und in die Führerreserve versetzt, wo er bis Kriegsende ohne weitere Verwendung verblieb.

### Nachkriegszeit
Nach der bedingungslosen Kapitulation der Wehrmacht befand er sich von Mai 1945 bis Ende 1947 in US-amerikanischer Kriegsgefangenschaft.
Er lebte nach seiner Entlassung zurückgezogen in Ellwangen/Jagst, wo er am 2. Oktober 1965 verstarb.

## Schriften
- Die mazedonische Frage. Sofia 1927.